# Gematigd naaldwoud van de Alpen
Het gematigd naaldwoud van de Alpen is een WWF-ecoregio die de bergketen van de Alpen omspant. De ecoregio is een bergbioom (orobioom) en daarmee een overgangsgebied tussen de ecoregio's van Centraal Europa en het Italiaanse Schiereiland.

## Flora
Er zijn een aantal bomen van het geslacht Pinus, zoals  de bergden, de alpenden en de grove den die er veel voorkomen, samen met de fijnspar, de beuk en de gewone zilverspar. Er zijn echter ook stroken grasland die een groot aantal relictsoorten herbergen. 
Er is een groot aantal vaatplanten (ca. 4500) waarvan zo'n 400 soorten endemisch zijn, zoals Achillea clusiana. Een aantal endemische soorten zijn in sterke mate bedreigd, zoals Cochlearia macrorrhiza, Onosma helvetica austriaca, Pulsatilla oenipontana en Stipa styriaca. In het zuiden van Karinthië komen een aantal planten voor die gespecialiseerd zijn in gronden die zware metalen bevatten zoals Alyssum wulfenianum en Noccaea rotundifolia capaeifolia die slechts zeer plaatselijk voorkomen.

## Fauna
Er zijn zo'n 80 zoogdiersoorten waarvan geen enkele strikt endemisch is. Er zijn grote roofdieren als de lynx, wolf en bruine beer maar de verbrokkeling van de ecozone maakt hun voortbestaan moeilijker. Er is één salamandersoort (van de in totaal 21) endemisch (Lanza's alpenlandsalamander) en er broeden zo'n 200 vogelsoorten.

## Natuurbescherming
Hoewel er zo'n 11 miljoen mensen wonen is het gebied en dit zeker problemen voor de natuurbescherming biedt is er nog vrij veel over van het bioom omdat de bergen vaak minder geschikt zijn voor menselijk gebruik, buiten zaken als ski-gebieden of als weidegebied.
Er zijn een aantal nationale parken in de ecoregio, zoals:
- het Zwitsers Nationaal Park
- de Hohe Tauern
- het Nationaal Park Kalkalpen
- het Nationaal Park Gesäuse
- het Nationaal park Dolomiti Bellunesi
- het Nationaal park Gran Paradiso
- het Parc national de la Vanoise
- het Nationaal park Stelvio

## Galerij

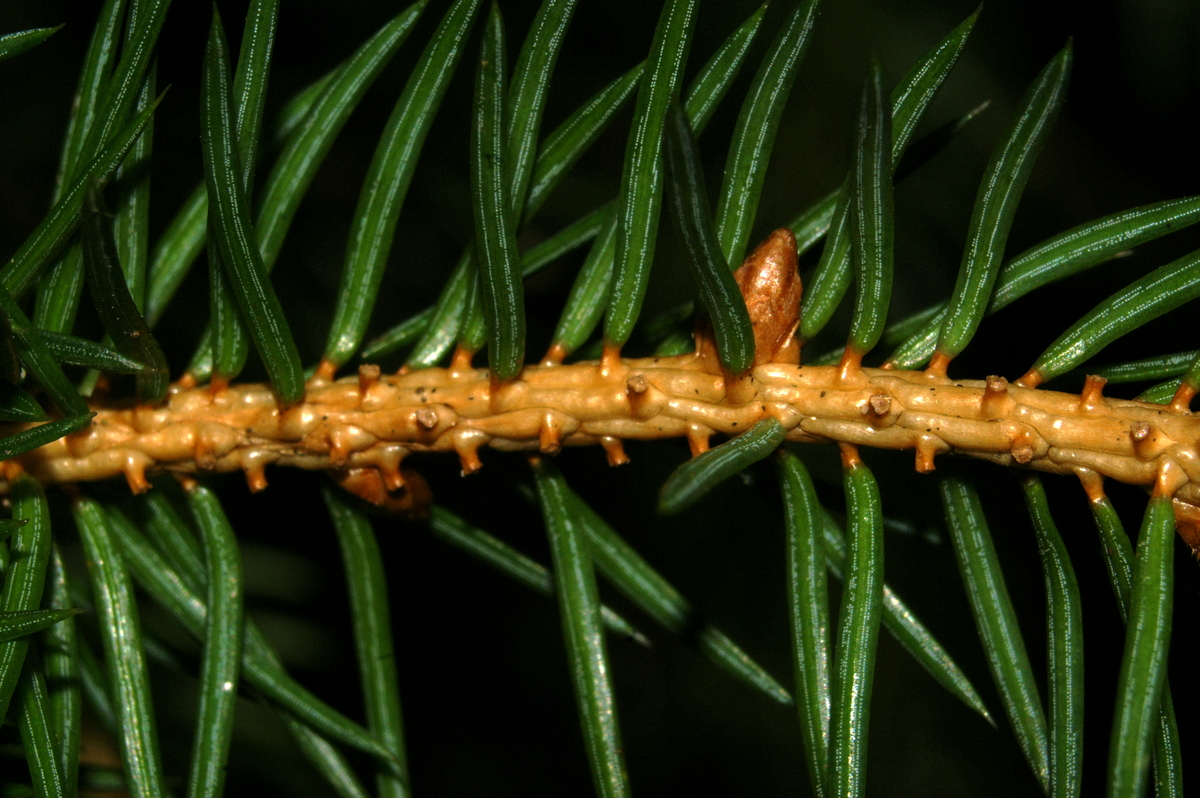
Picea abies
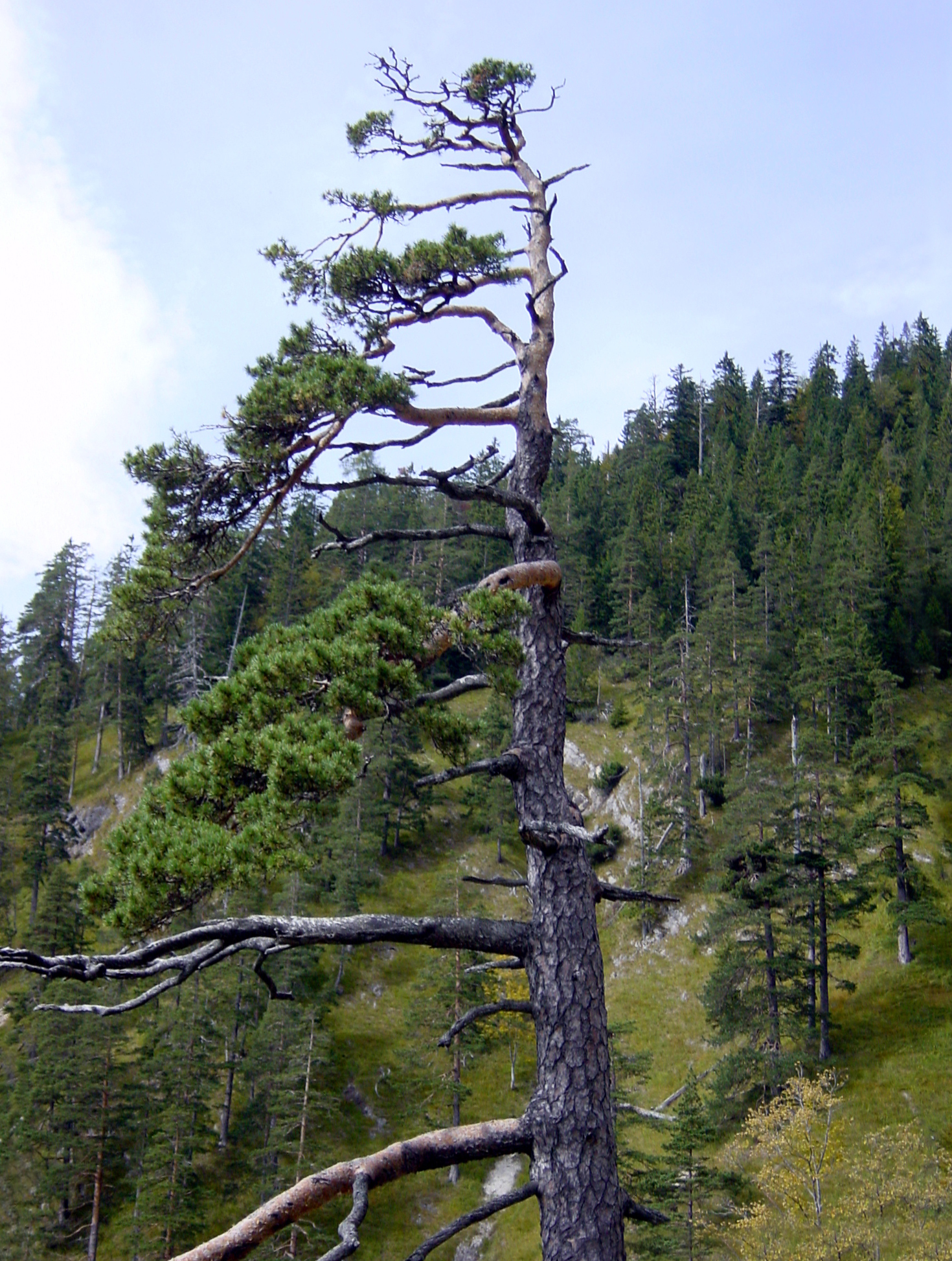
Pinus sylvestris in Beieren
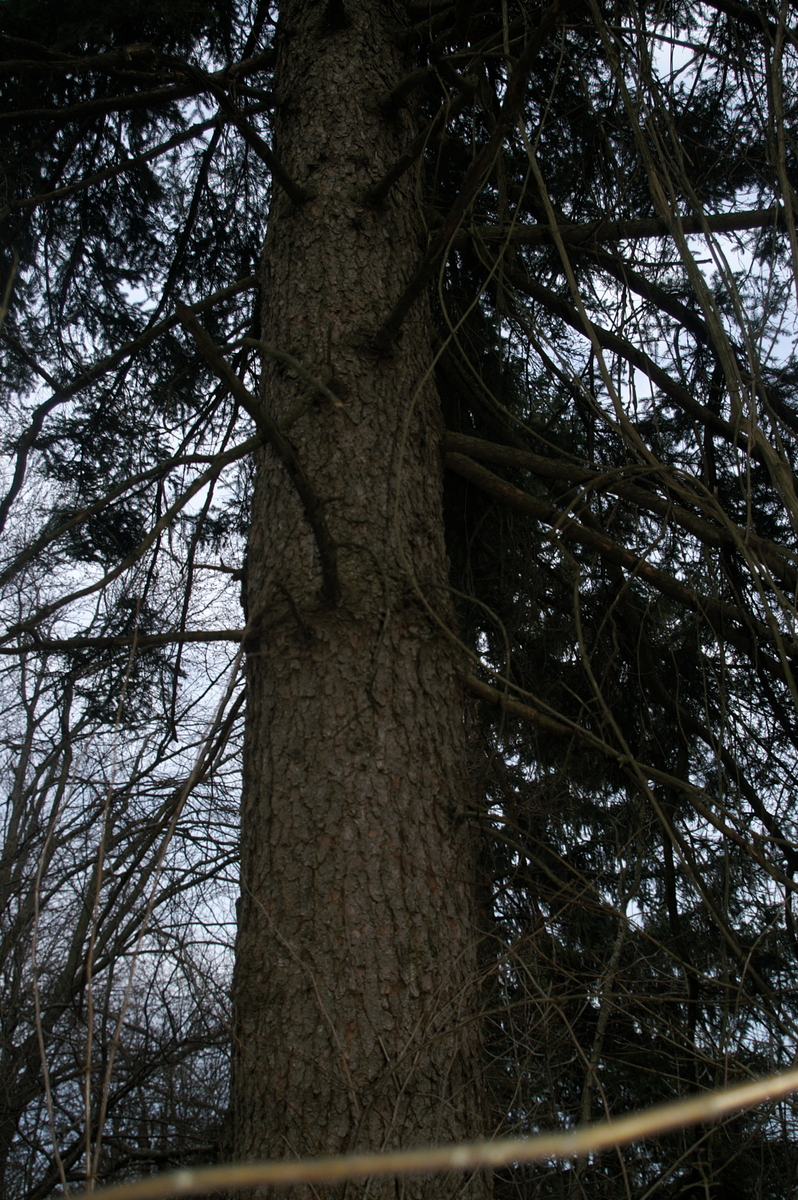
Picea abies
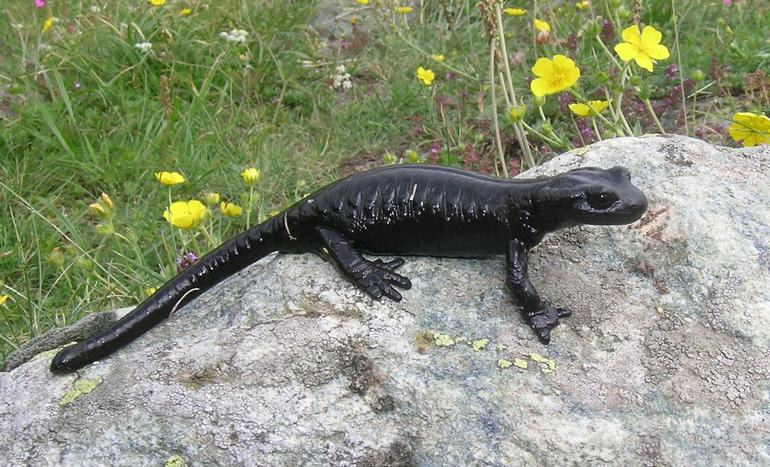
Salamandra lanzai
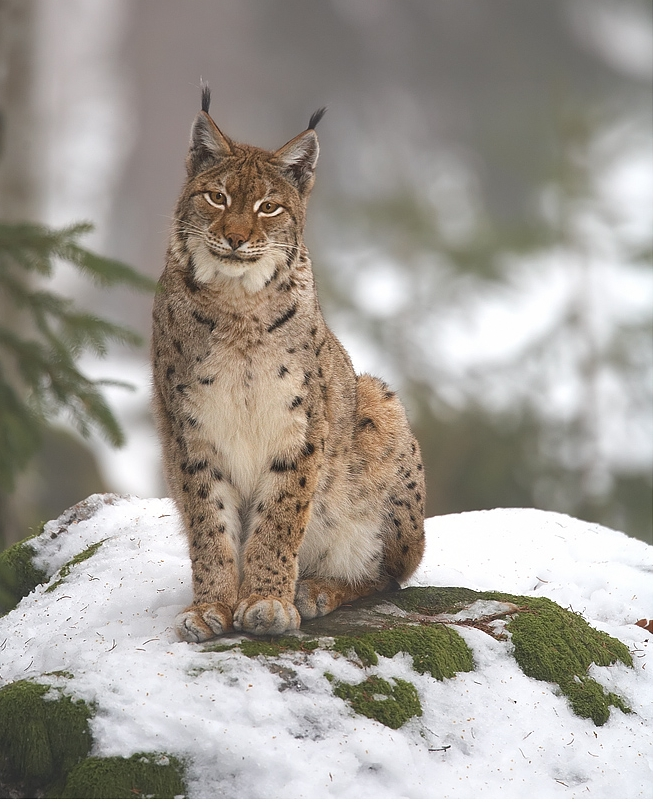
Lynx lynx
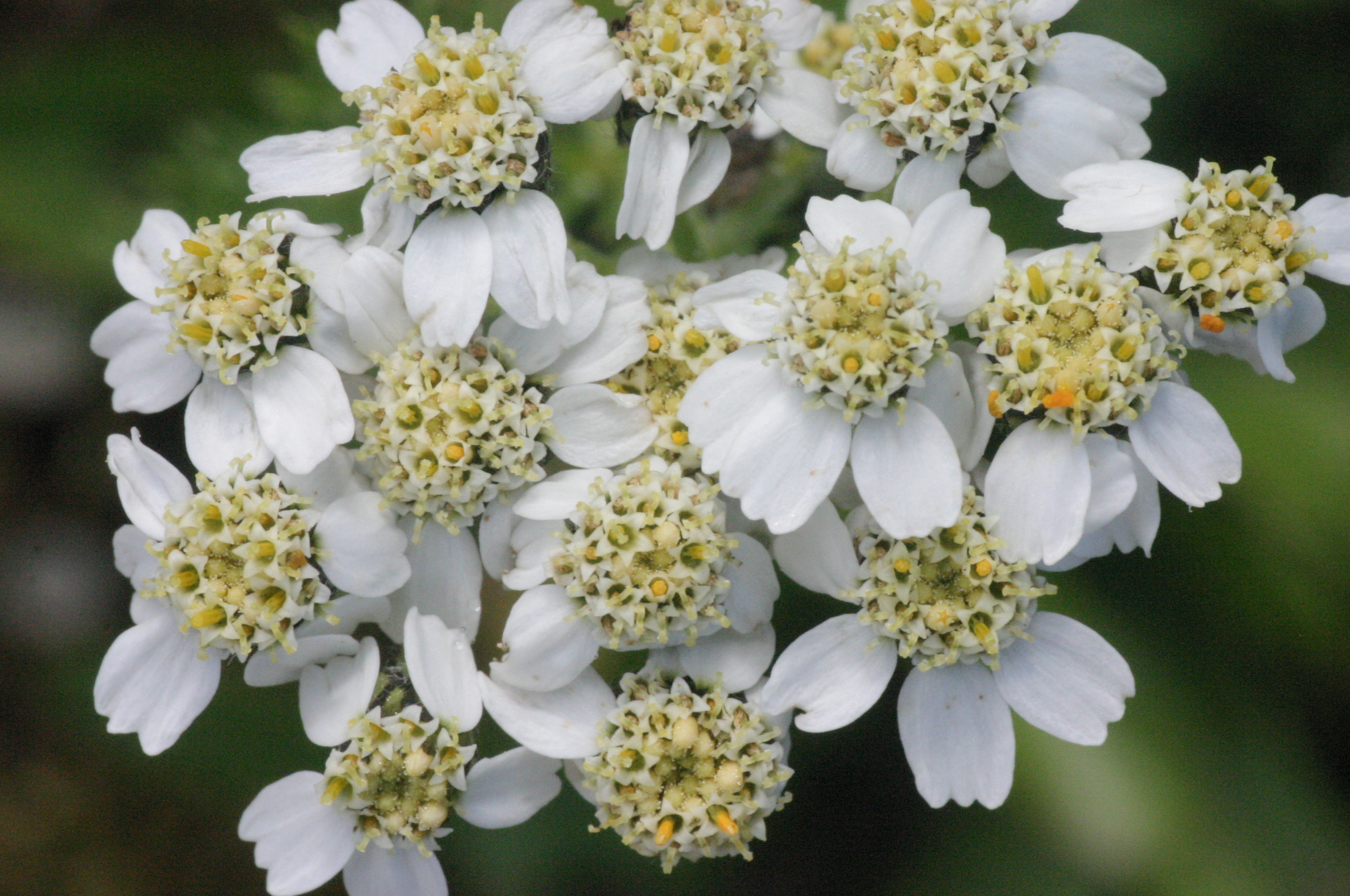
Achillea clusiana endemisch in Midden-Oostenrijk
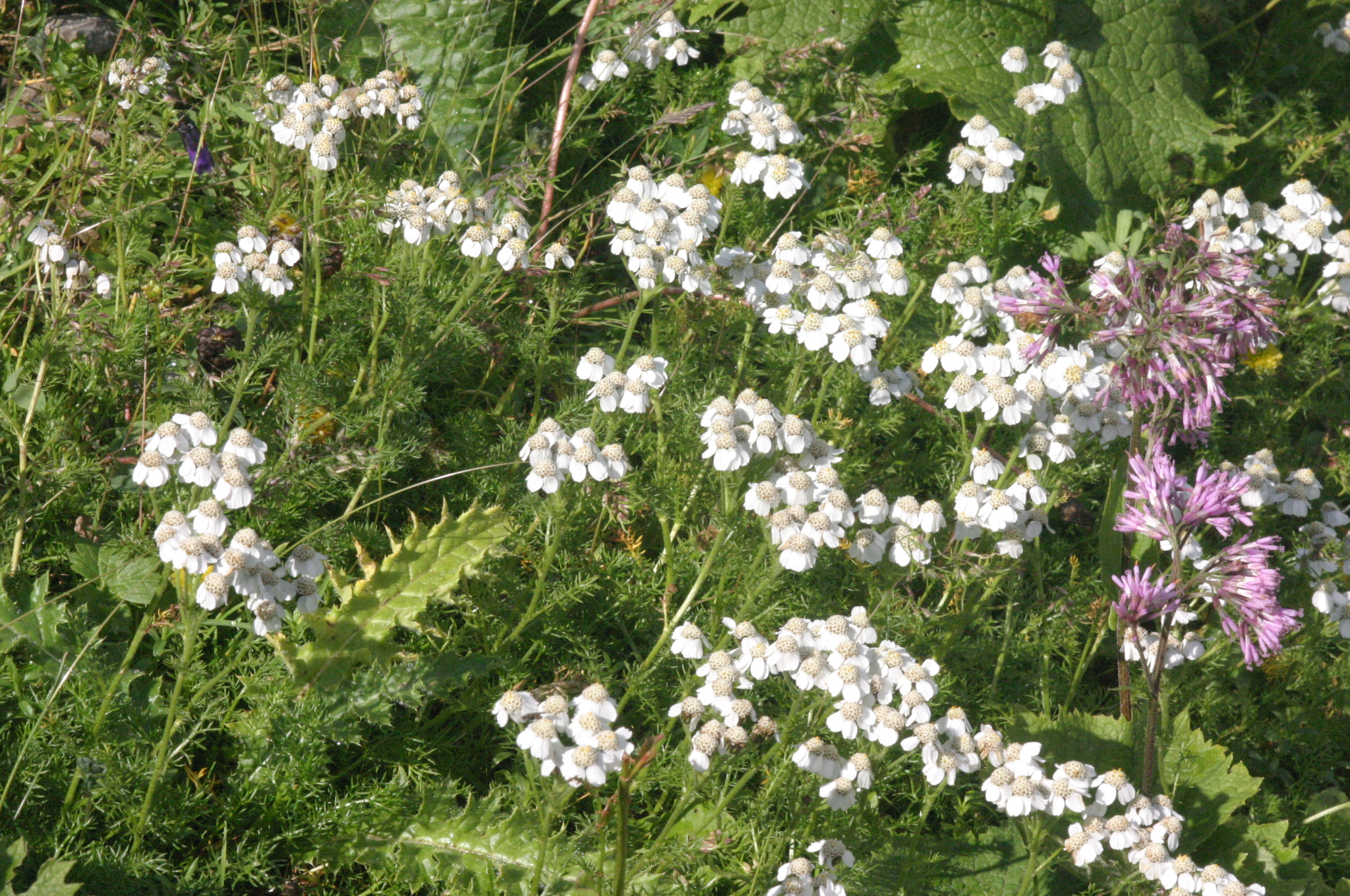
Achillea clusiana
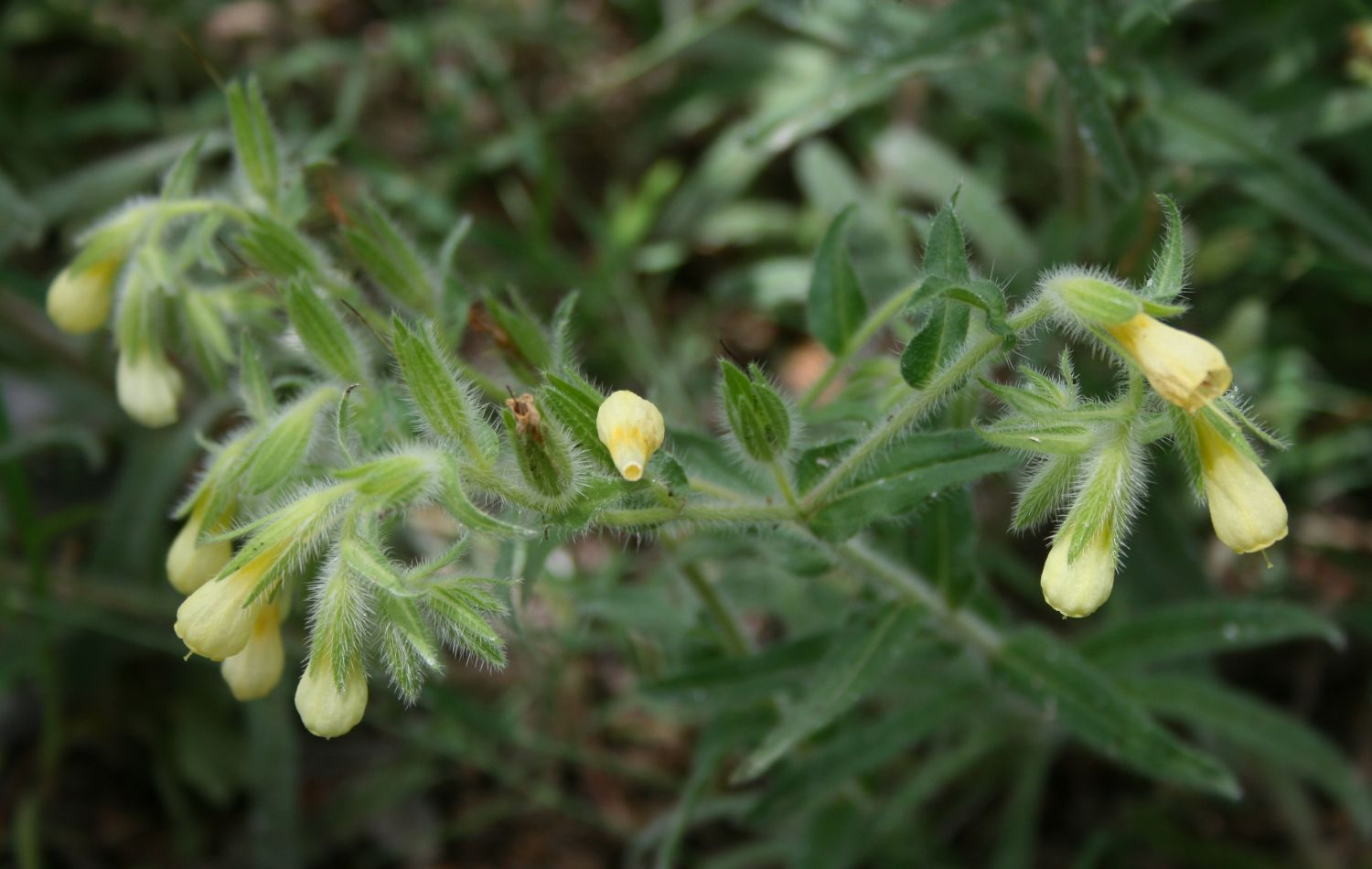
Onosma helvetica fallax andere ondersoort (?) in Friaul
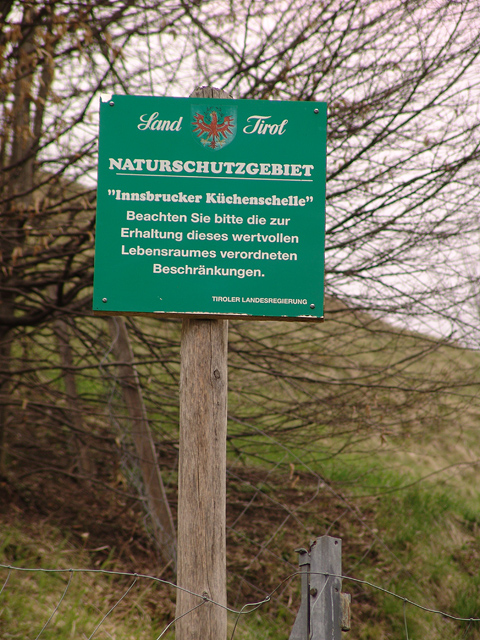
Bordje ter bescherming van Pulsatilla oenipontana
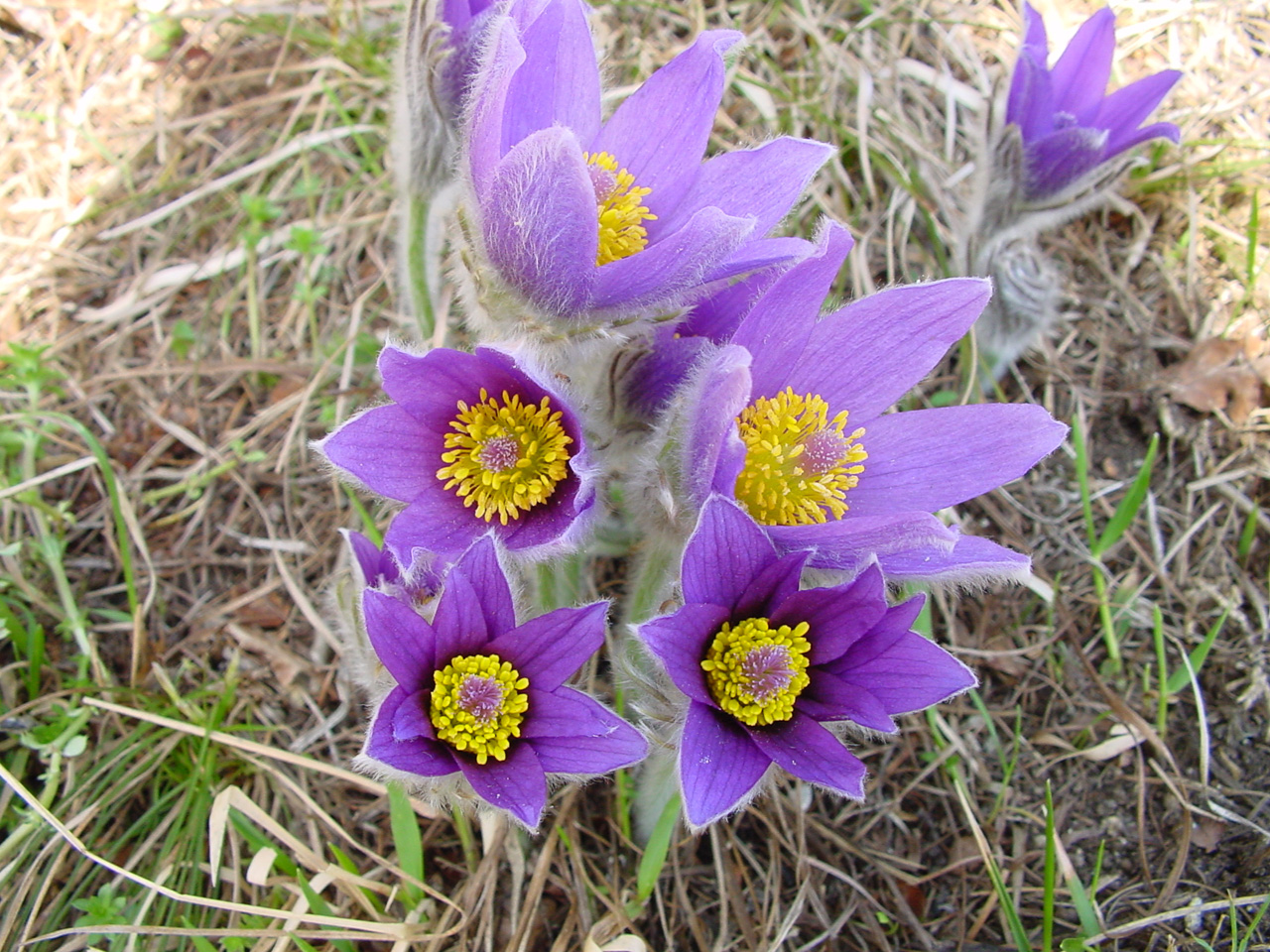
Pulsatilla oenipontana
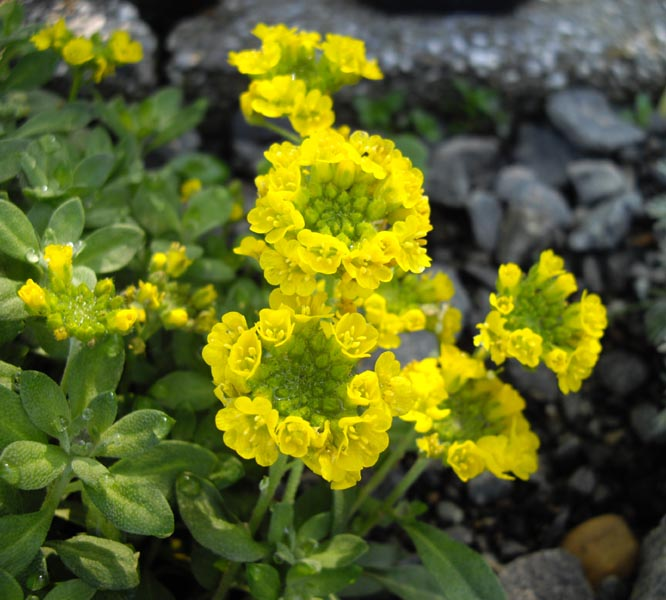
Alyssum wulfenianum
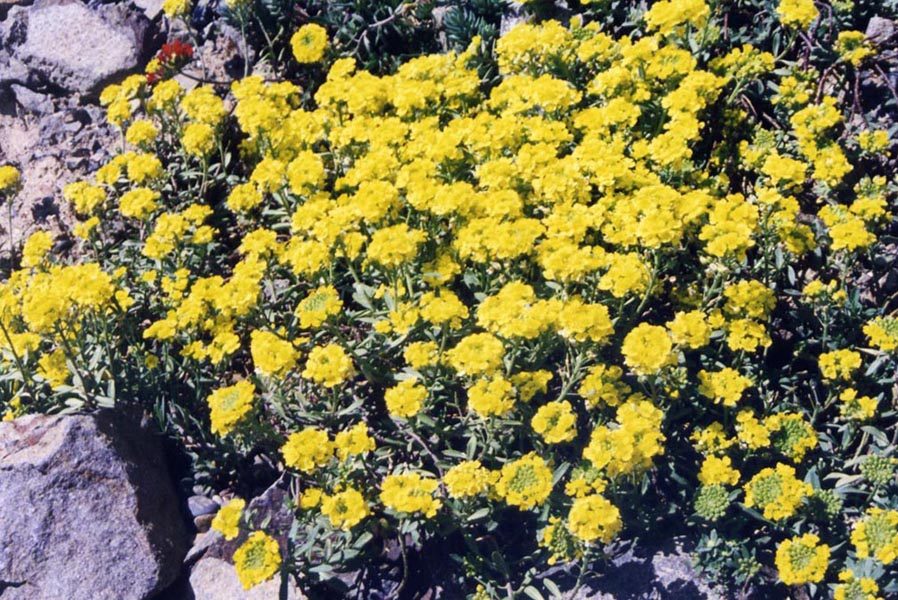
Alyssum wulfenianum